# Wales Island, Nunavut (Boothiaviken)
Wales Island är en ö i Kanada.   Den ligger i Boothiaviken i territoriet Nunavut, i den nordöstra delen av landet, 2 600 km norr om huvudstaden Ottawa. Ön har en yta på 1 137 km²
Terrängen på Wales Island är platt. Öns högsta punkt är 72 meter över havet. Den sträcker sig 64,8 kilometer i nord-sydlig riktning, och 26,2 kilometer i öst-västlig riktning.
Trakten runt Wales Island består i huvudsak av gräsmarker. Trakten runt Wales Island är nära nog obefolkad, med mindre än två invånare per kvadratkilometer.